# Кейси, Стивен Тимоти
Стивен Тимоти «Стив» Кейси (англ. Stephen Timothy "Steve" Casey; 24 декабря 1882, Данидин — 10 августа 1960, там же) — новозеландский регбист, один из членов «Ориджинал Олл Блэкс». Выступал на позиции хукера.

## Биография
Родился в Данидине, окончил Школу христианских братьев, где и занялся игрой в регби. Выступал за команду «Саутерн» с 1900 года. Был капитаном клуба в 1906 и 1913 годах, работал в тренерском штабе (был помощником в 1915 году и главным тренером в 1922 году, когда команда выигрывала чемпионат Новой Зеландии). За команду региона Отаго дебютировал в возрасте 20 лет в 1903 году, всего сыграл 57 матчей в 1903—1904 и 1906—1913 годах; за сборную Южного острова сыграл 4 матча в 1904—1907 годах.
Дебютную игру Кейси за «Олл Блэкс» провёл 1 июля 1905 года против команды Окленда. Он был включён в состав сборной Новой Зеландии в рамках турне 1905—1906 годов, известного как «Ориджинал Олл Блэкс»: в рамках этого турне Кейси сыграл тест-матчи против Шотландии (официальный дебют в тест-матчах 18 ноября 1905 года), Ирландии, Англии и Уэльса. В 1907 году он провёл матч против Австралии, а 6 июня 1908 года — свой последний тест-матч, выпавший против англо-валлийской команды («Британские львы»). Всего в его активе 38 матчей за сборную (в том числе 8 тест-матчей), очков он не набирал.
Вместе с оклендцем Джорджем Тайлером Кейси образовывал эффективную комбинацию передней линии в схватках в формате 2-3-2 во время турне «Ориджинал Олл Блэкс». В матче 1907 года против Австралии его партнёром в передней линии был Нед Хьюз, сыгравший в возрасте 40 лет против Австралии в 1921 году.